# Скиопарело IV (Ливорно)
Скиопарело IV је насеље у Италији у округу Ливорно, региону Тоскана.
Према процени из 2011. у насељу је живело 39 становника. Насеље се налази на надморској висини од 26 м.